# کهنه‌محله می‌رود
روستای کهنه محله می‌رود یکی از روستاهای شهرستان بابلسر در استان مازندران می‌باشد؛ که دارای مناظر طبیعی فراوان مانند ساحل دریای مازندران، رودخانه تلار (تلار رود)، جنگلهای توسکا و اوکالیپتوس و کاج، شنزارهای فراوان، نیزار در کنار دریا و... می‌باشد؛ که دارای طرح سالمسازی دریاست که سالانه توریستهای زیادی از سراسر کشور و جهان به این روستا سفر می‌کنند.